# Matrionino (przystanek kolejowy)
Matrionino (ros. Матрёнино) – przystanek kolejowy w miejscowości Matrionino, w rejonie wołokołamskim, w obwodzie moskiewskim, w Rosji. Położony jest na linii Moskwa – Siebież.